# Pietro Ciriaci
Pietro Ciriaci (2 de dezembro de 1885 - 30 de dezembro de 1966) foi um cardeal italiano da Igreja Católica que serviu como prefeito da Sagrada Congregação do Conselho na Cúria Romana de 1954 até sua morte, e foi elevado ao cardinalato em 1953 pelo Papa Pio XII.

## Biografia
Ciriaci nasceu em Roma para Giuseppe Ciriaci e sua esposa Maria Giuggiolini Magnaterra. Batizado na igreja de San Crisogono, ele recebeu sua primeira comunhão em 27 de junho de 1897. Ciriaci entrou no Pontifício Seminário Romano em 31 de outubro de 1902, e depois estudou no Pontifício Ateneu Romano S. Apollinare, onde obteve doutorado em filosofia (1904), teologia (1909) e lei canônica (1911).
Ordenado ao sacerdócio em 18 de dezembro de 1909; ele foi nomeado vice-pároco da paróquia romana de S. Rocco em 18 de julho de 1910. Ciriaci então ensinou filosofia ética e mais tarde teologia fundamental e como decano no Athenaeum S. Apollinare até 1926. Ele entrou a Cúria Romana como um escritor da Penitenciaria Apostólica em 21 de janeiro de 1911, e foi promovido a registratore em 15 de dezembro.
Ciriaci foi nomeado funcionário da Sagrada Congregação do Concílio (22 de fevereiro de 1913) e da primeira seção da Sagrada Congregação para Assuntos Eclesiais Extraordinários (16 de junho de 1917). Elevado ao posto de Camareiro Privado Supranumerário de Sua Santidade em 26 de outubro de 1918. Foi nomeado subsecretário de Assuntos Eclesiais Extraordinários em 14 de maio de 1921 e Prelado Doméstico de Sua Santidade em 27 de março de 1922.
Em 1927, a Tchecoslováquia substituiu o feriado de São João Crisóstomo pelo de Jan Hus, um herege aos olhos da Igreja Católica. A situação atingiu tal nível que até fez com que o núncio tcheco, o arcebispo Francesco Marmaggi, deixasse o cargo. Em 27 de março do mesmo ano, Ciriaci foi enviado para a Checoslováquia como enviado especial para resolver o problema e concluir o modus vivendi entre a Checoslováquia e a Santa Sé. Ele resolveu com sucesso o problema e um acordo foi assinado no dia 17 de dezembro seguinte.
Em 15 de fevereiro de 1928, Ciriaci foi nomeado núncio na Tchecoslováquia e arcebispo titular de Tarso pelo Papa Pio XI. Ele recebeu sua consagração episcopal no dia 18 de março seguinte, na Basílica de São Lourenço em Lucina, do cardeal Pietro Gasparri, com o arcebispo Carlo Cremonesi e o bispo Agostino Zampini, OSA, servindo como co-consagradores. Seu lema episcopal era Dominus regit me.
Ciriaci foi posteriormente nomeado Núncio Apostólico para Portugal em 9 de janeiro de 1934. Tendo servido como núncio em Portugal, conforme o costume, o Papa Pio XII criou o Cardeal-presbítero de Santa Praxedes no consistório de 12 de janeiro de 1953, recebendo o chapéu vermelho em 29 de outubro. Ciriaci foi nomeado Prefeito da Sagrada Congregação do Conselho em 20 de março de 1954, e Presidente da Pontifícia Comissão para a Interpretação do Código de Direito Canônico em 31 de maio de 1955.
Após participar do conclave de 1958, participou do Concílio Vaticano II (1962-1965) e serviu como cardeal eleitor no conclave de 1963 que selecionou o Papa Paulo VI. Em 26 de setembro de 1964, ele optou pelo título cardeal de San Lorenzo in Lucina.
Cardeal Ciriaci morreu em sua residência romana na Via Rusticucci, aos 81 anos. Sua missa fúnebre foi celebrada pelo Papa em 3 de janeiro de 1967 na basílica de San Lorenzo in Lucina. O cardeal Ciriaci está enterrado em uma capela perto da mesma basílica.